# Thérèse philosophe
Thérèse philosophe, ou mémoires pour servir à l’histoire du Père Dirrag et de Mademoiselle Éradice, plus connu sous le nom de Thérèse philosophe est un roman de 1748 à l'attribution contestée. Produit d'une audacieuse entreprise éditoriale à cheval sur l'actuelle Belgique et la France, il est vraisemblablement composite. On peut citer parmi les attributions les plus solidement étayées pour ses différentes parties celle à Jean-Baptiste Boyer d'Argens, ainsi que celle à Louis-Charles Fougeret de Monbron (pour la deuxième partie).
Thérèse Philosophe décrit dans sa première partie la relation entre Marie-Catherine Cadière (« Eradice ») et Jean-Baptiste Girard (« Dirrag »), dont Thérèse est présentée comme le témoin. Le fait qu'il s'agit d'un roman libertin explique ses ventes massives dans la France du XVIIIe siècle, où de telles œuvres avaient un grand succès. Il renferme certaines idées des philosophes des Lumières.

## Concepts philosophique et social
Des discussions entre les personnages sur les questions philosophiques alternent avec les sections les plus obscènes du roman.
Comme dans la très grande majorité des romans libertins, les personnages féminins sont plus jeunes que les personnages masculins. Ce roman attire l’attention sur la répression sexuelle des femmes à l’époque des Lumières, mais également sur l’exploitation de la sexualité par l’autorité religieuse.

## Attribution àJean-Baptiste Boyer d’Argens
D.-A.-F. de Sade n’a semble-t-il aucun doute sur la paternité de Thérèse Philosophe, qu’il attribue, dans La Nouvelle Justine, sans autre commentaire au marquis d’Argens (et dont il connaît même l’illustrateur, le mentionnant en bas de page) : « Thérèse Philosophe figurait ; ouvrage charmant du marquis d’Argens (I), le seul qui ait montré le but, sans néanmoins l’atteindre tout-à-fait ; l’unique qui ait agréablement lié la luxure à l’impiété, et qui, bientôt rendu au public, tel que l’auteur l’avait primitivement conçu, donnera enfin l’idée d’un livre immoral. (I) Ce fut le célèbre Caylus qui gravât [sic] les estampes ».
D’autre part le roman est publié chez Babel sous le nom Boyer d’Argens, et l’éditeur s’attache à démontrer à sa suite que le marquis d’Argens en est bien l'auteur. Il relève entre autres que le procès retentissant de l’affaire Cadière (Eradice), qui opposait le jésuite Girard (Dirrag) à sa pénitente et qui s'est tenu au parlement de Provence (Vincerop), s’est déroulé sous l’autorité du père du marquis d’Argens qui en était alors le procureur général. Dans ses mémoires d’Argens relate ces faits, et l’éditeur relève des ressemblances frappantes entre le texte de ces mémoires et Thérèse philosophe.
Jacques Duprilot attribue par erreur le livre à Denis Diderot, alors brièvement incarcéré pour ses écrits philosophiques et pour avoir écrit des romans libertins.

## Édition moderne
- Thérèse philosophe. Fac-similé de l'édition de Paris (?), vers 1780. Avec une introduction de Jacques Duprilot. Genève-Paris, éditions Slatkine, 1980.
- Boyer d'Argens. Thérèse philosophe ou Mémoires pour servir à l'histoire du P. Dirrag et de Mlle Eradice. Babel, Actes Sud 1992.
- Thérèse philosophe, ou, Mémoires pour servir à l'histoire du Père Dirrag et de Mademoiselle Éradice. Saint-Étienne, Publications de l'Université de Saint-Étienne, 2000  (ISBN 9782862720395)
- Thérèse philosophe ou Mémoires pour servir à l'histoire du Père Dirrag et de Mademoiselle Éradice. GF Flammarion, 2007  (ISBN 9782080712547)